# Tzatziki

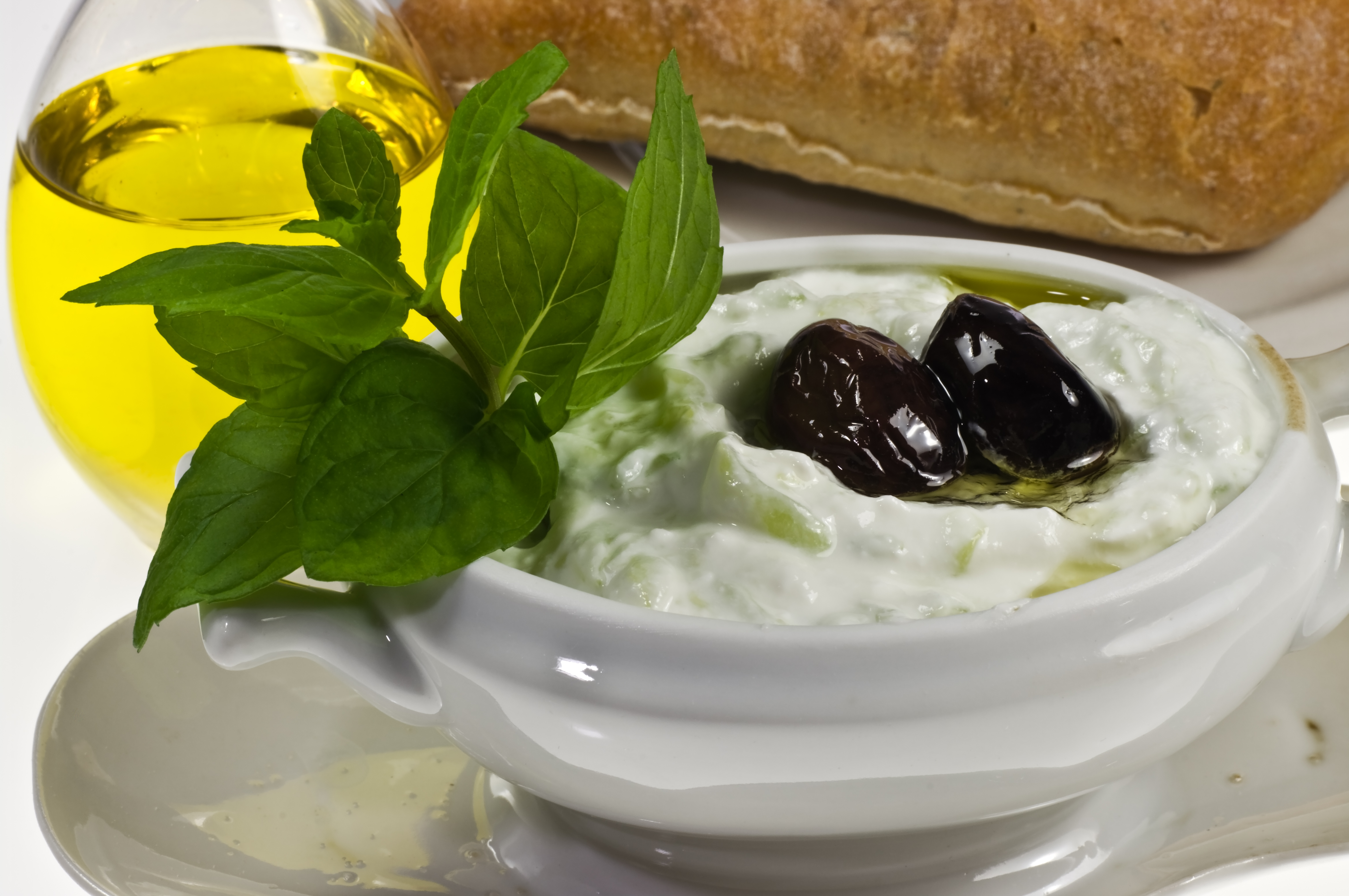
Tzatziki com azeitonas e hortelã

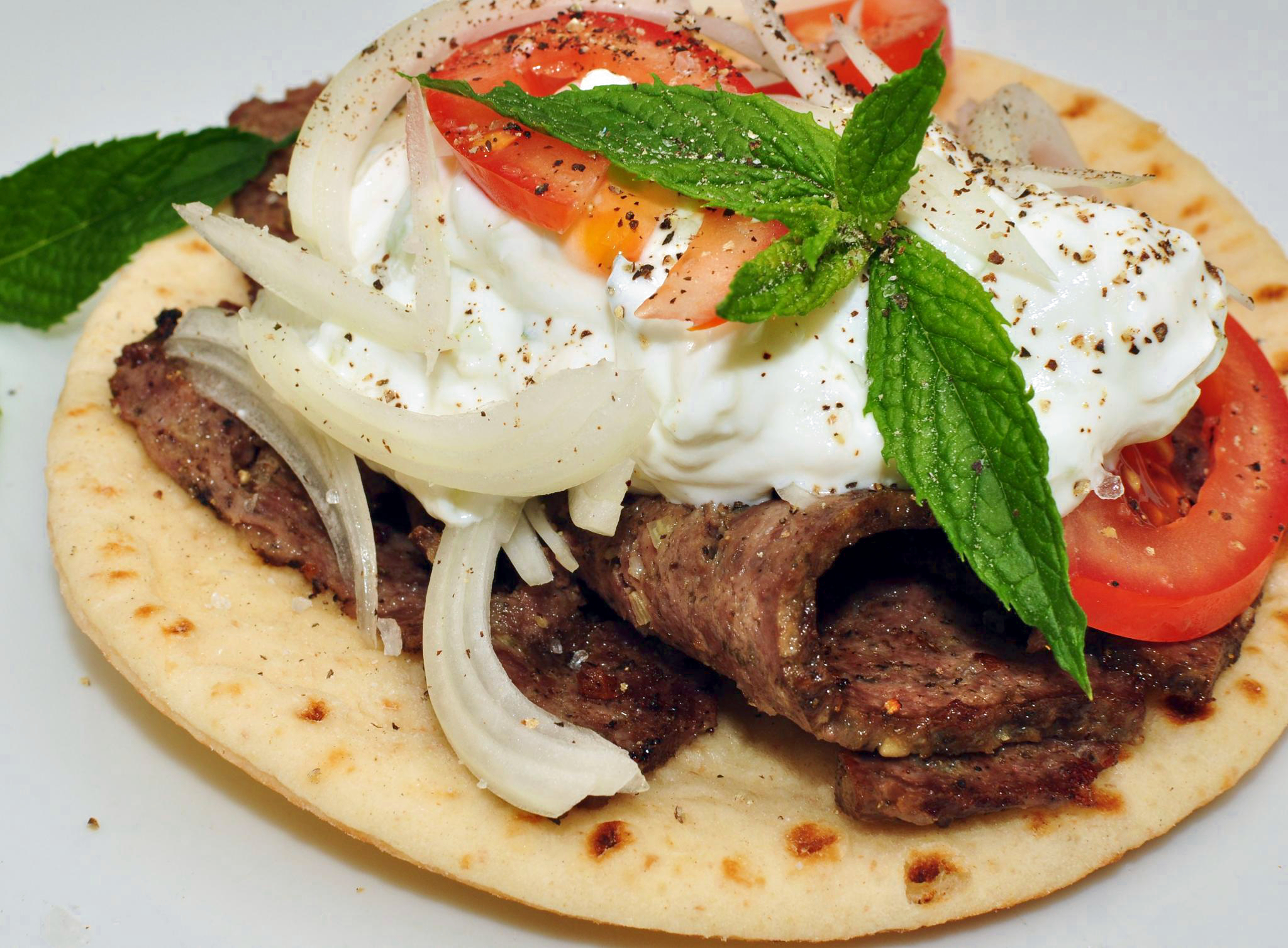
Gyros com tzatziki.

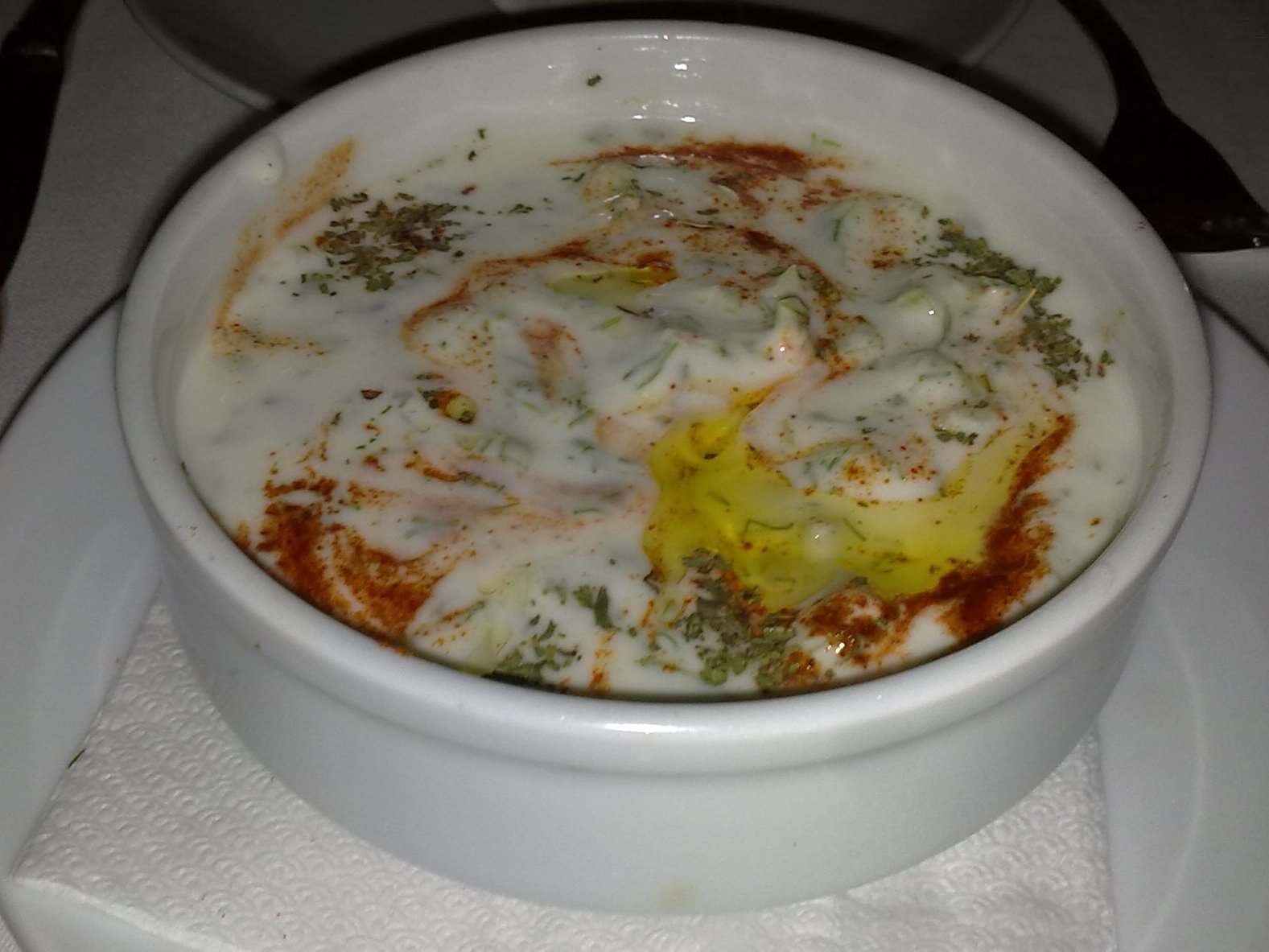
Cacık, a versão turca do tzatziki, é uma sopa fria.

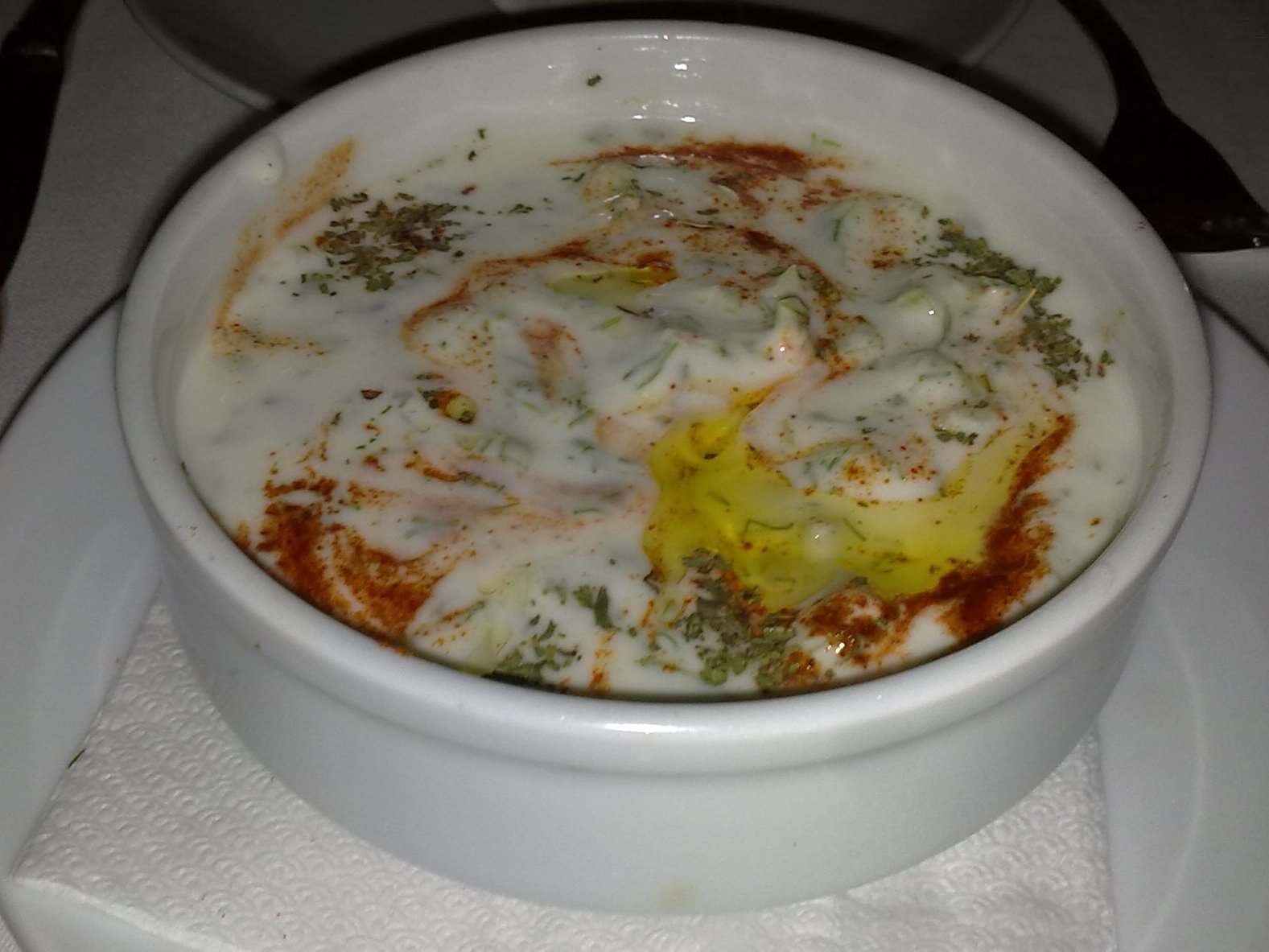
Cacık

Tzatziki (em grego: τζατζίκι, do turco cacık) é um acepipe típico da culinária da Grécia e da Turquia, mas também difundido entre outros países da Europa Oriental,  Oriente Médio  e Índia, sob diferentes denominações e com inúmeras variações regionais: seja quanto à consistência, seja quanto  às ervas e  especiarias  adicionadas à preparação básica, que se compõe de iogurte, pepino e alho.
Cacık (AFI: [dʒaˈdʒɯk]) é um prato típico da culinária da Turquia. O cacık apresenta algumas semelhanças com o tzatziki grego, normalmente mais espesso.

## Etimologia
A palavra grega tzatziki é derivada da palavra turca cacık, que se refere à  mesma receita, sendo porém mais diluída, assumindo a consistência de uma sopa fria, que designa uma espécie de chetnim.

## Variantes regionais

### Grécia e Chipre
É preparado com iogurte (normalmente de leite de ovelha ou de cabra), pepino, alho, sal, azeite, pimenta preta e endro, sendo por vezes também acrescentados sumo de limão, salsa, hortelã ou coentros. Os pepinos são transformados em puré e espremidos ou cortados em cubos pequenos. Usam-se frequentemente azeite, azeitonas e outras ervas como complemento. É sempre servido frio.
Os gregos, os cipriotas e os habitantes do Médio Oriente em geral usam este prato como acompanhamento de pratos de carne. A acidez "corta" a gordura. O tzatziki é usado também como molho para  souvlaki  e  gyros, sendo, nesse caso designado como molho de pepino (em especial nos EUA).
No Chipre, o prato é conhecido informalmente como ttalattouri, e as receitas locais geralmente não incluem alho e hortelã.  No lado turco de  Chipre, o cacık  é mais diluído.
Em restaurantes turísticos e fora da Grécia e do Chipre, o tzatziki é frequentemente servido com  pão, como parte do primeiro prato de uma refeição.

### Índia
Na Índia,   pachadi  e raita são variações populares do tzatziki.  No Iraque,  o tzatziki é chamado jajeek.
Nos EUA, o tzatziki é, por vezes, preparado com natas  (creme de leite) em vez de iogurte.

### Sérvia e Bulgária
Na Sérvia e na Bulgária, o tzatziki é classificado como salada  e se chama snezhanka  ("Branca de Neve").
Uma variação proveniente das montanhas do Cáucaso,  típica do Azerbaijão, é  chamada ovdukh  e  usa o  iogurte diluído em água, criando assim uma bebida refrescante de verão. No Azerbaijão iraniano, a mesma bebida se chama dukh; em outras regiões do Irã,  chama-se mast-o-khiar.

### Turquia
É preparado com iogurte, pepino, endro, hortelã, água, vinagre e azeite, entre outros ingredientes possíveis, tais como o pimentão.
É servido frio, em pequenas tigelas. Apresenta, normalmente, uma consistência semelhante a uma sopa, sendo, no entanto, possível prepará-lo mais espesso, adicionando menos água.
Pode ser consumido como acompanhamento, como molho ou isoladamente, como uma sopa.